# Šmerļa iela
La Šmerļa iela est une rue banlieue de Vidzeme à Rīga en Lettonie,.

## Présentation
La rue Šmerļa Iela traverse les quartiers de Mežciems, Jugla et Teika.
La rue traverse le parc forestier de Šmerlis et relie l'extrémité orientale du quartier historique de Teika et la partie nord du quartier de Mežciems.
La rue Šmerļa commence à l'intersection avec la Brīvības gatve et s'étend dans une direction sud-sud-est.
Peu avant l'intersection avec la rue Sergeja Eisenstein iela, la rue tourne en direction sud-est.
Dans la section allant de la rue Maliena iela à la rue Druvienas iela, la rue Šmerļa iela longe un ensemble d'immeubles résidentiels avant de se terminer au croisement des rues Druvienas iela et Sergei Eisenstein iela.
La longueur totale de la rue est de 1 090 mètres.
La majeure partie de la rue Šmerļa se trouve en forêt.

## Bâtiments
- Šmerļa iela 1 « Sadales tīkls », (1973, architecte P. Braslavskaya ).

- Šmerļa iela 2 - Hôpital Šmerlis, ancien sanatorium (1926-1930, architectes Alfred Grinberg et Kārlis Bikše).

- Šmerļa iela 3 - Bâtiments du Riga Film Studio (1954-1963, architectes V. Voronov et A. Okunev)

## Galerie

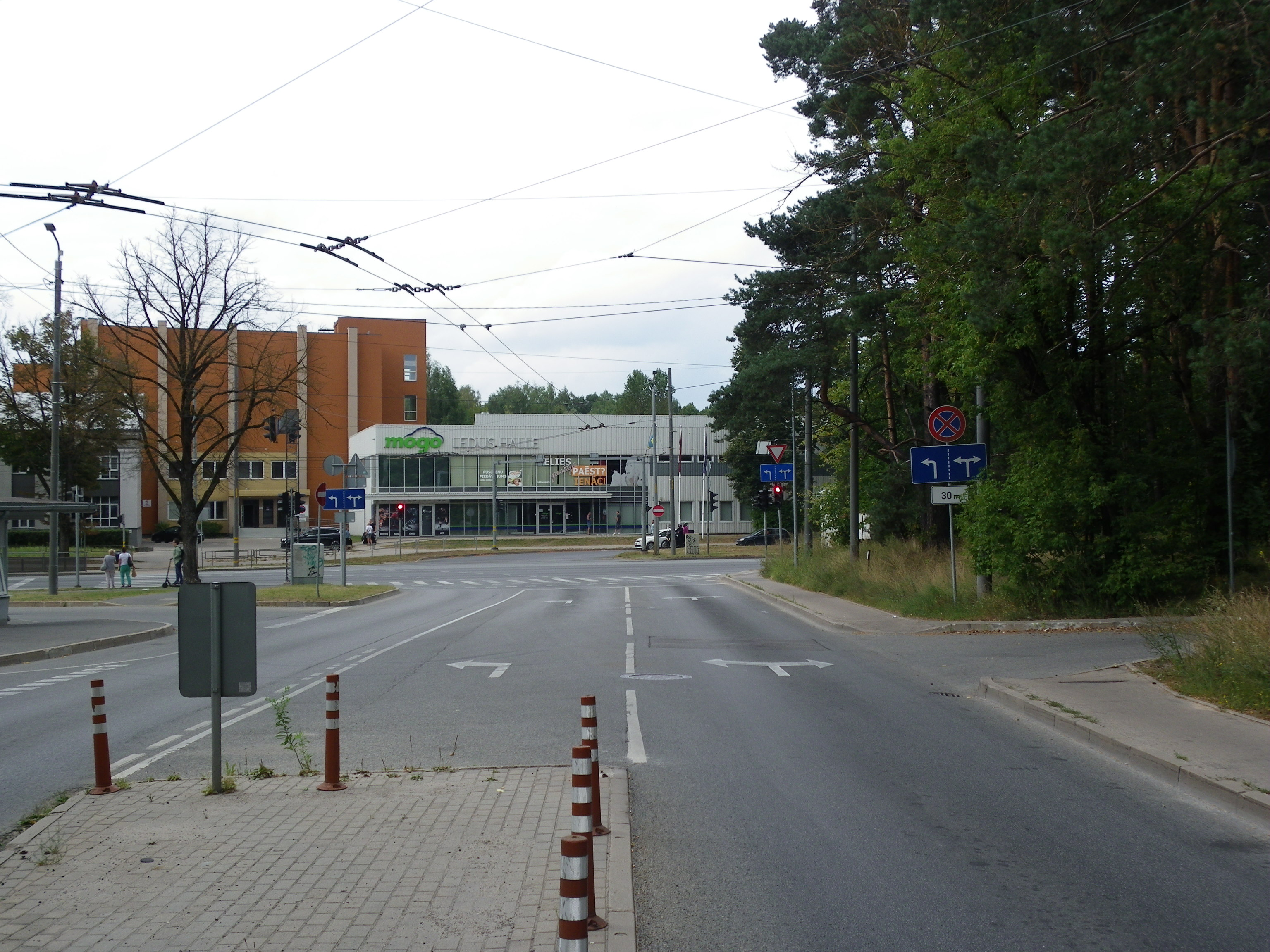
Vue en direction de Brivibas gatve,
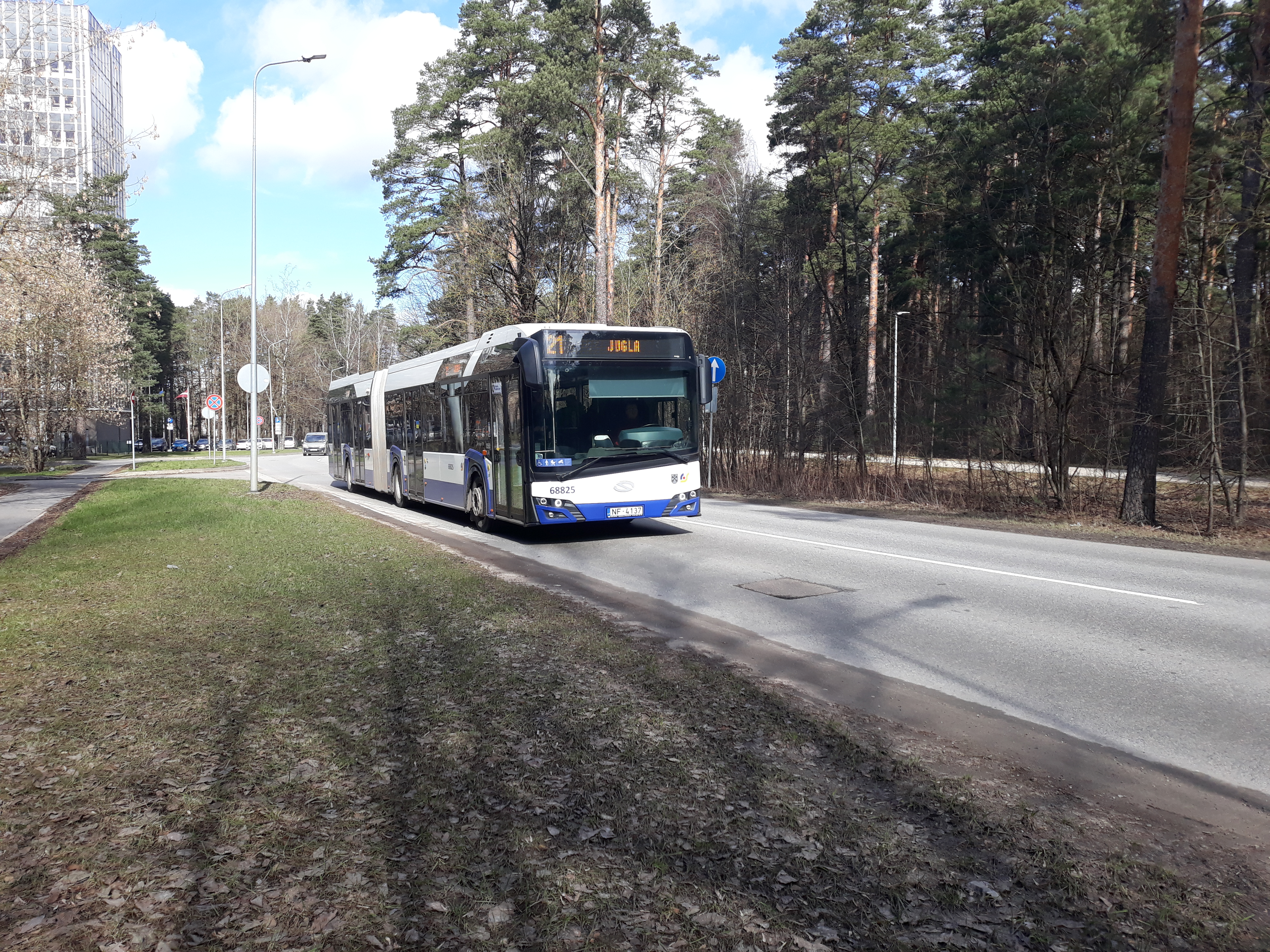
Šmerļa ielas 1,
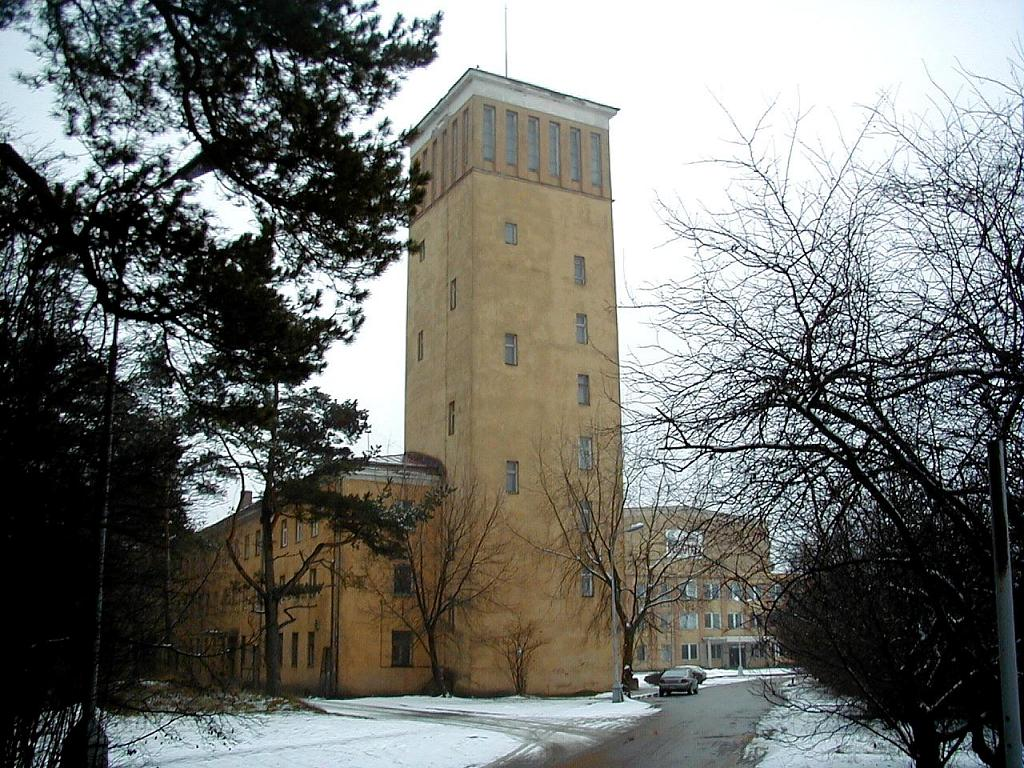
Bâtiments du Riga Film Studio
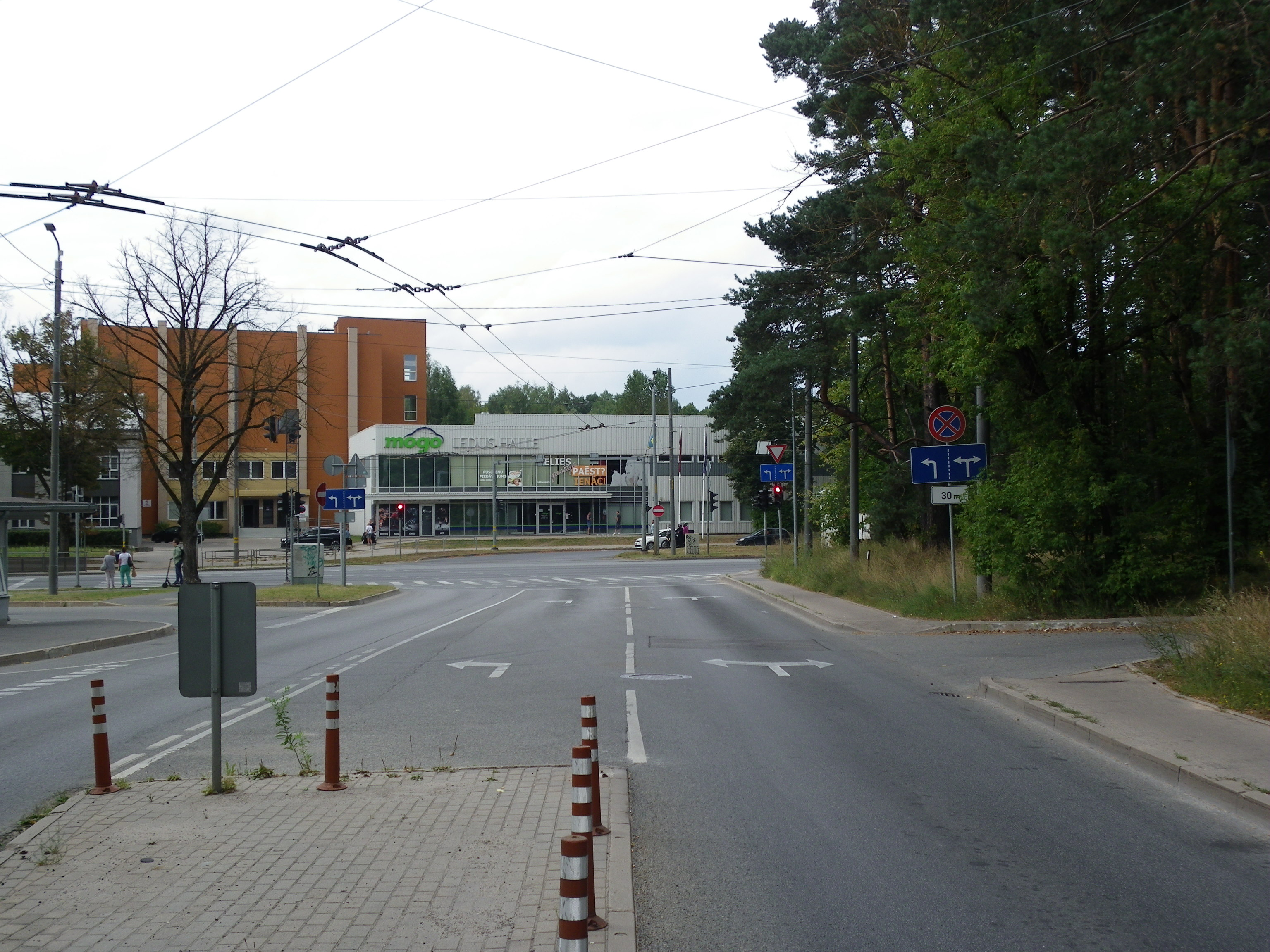

## Transports
Au début de la rue Šmerļa iela, du côté impair, se trouve le terminus "Šmerlis" des lignes 12 et 16 de trolleybus  (à l'adresse Brīvības gatve 384b)..